# Podróż do Ciemnogrodu
Podróż do Ciemnogrodu – powieść-traktat napisana przez  Stanisława Kostkę Potockiego, wydana po raz pierwszy w 1820, ukazująca społeczeństwo jako fanatyczne pod względem religijnym i ciemne, szczególnie krytyczna wobec kleru katolickiego. 
Dzieło składa się z czterech tomów, w których autor jako racjonalista krytykuje negatywne cechy Polaków. Przede wszystkim jest to jednak satyra na kler katolicki. W negatywnym świetle przedstawieni są również ortodoksyjni Żydzi. Tytułowy Ciemnogród przedstawiony jest jako państwo zacofane, zabobonne i pełne strachu przed rozwojem. Pomimo że pod względem stylu powieść nużyła, wzbudziła zainteresowanie społeczne i wzburzenie wśród kleru. Aby zaszkodzić Stanisławowi Kostce Potockiemu egzemplarz jego książki podarowano carowi w czasie jego pobytu w Warszawie w 1820 roku. Wyjątkowo ostro zaatakował autora ksiądz Karol Surowiecki. Natomiast po interwencji biskupów polskich u cara Aleksandra I Romanowa, Stanisław Kostka Potocki został zdymisjonowany ze stanowiska ministra Wyznań Religijnych i Oświecenia Publicznego, ksiądz Surowiecki za karę został przeniesiony a ksiądz Adam Królikiewicz został usunięty ze stanowiska cenzora. 
Pokłosiem powieści Kostki Potockiego było trwałe skojarzenie słowa Ciemnogród ze światopoglądem konserwatywnym, klerykalnym i tradycjonalistycznym. Ostatnie wydanie „Podróży do Ciemnogrodu” ukazało się w 2003 r. w serii Skarby Biblioteki Narodowej. Wydawcą było Ossolineum we współpracy z De Agostini.